# Boeing XP3B
El Boeing XP3B-1 (designación de la compañía Model 466) fue un propuesto avión de patrulla, desarrollado por Boeing para su uso por la Armada de los Estados Unidos a finales de los años 40 del siglo XX.

## Diseño
Se planeó que estuviera propulsado por dos turbohélice Allison T40 impulsando hélices contrarrotativas, y utilizase un tren de aterrizaje en tándem. El proyecto fue cancelado antes de que ningún avión fuese construido.

## Especificaciones
Referencia datos: Bowers

### Características generales
- Longitud: 33,19 m
- Envergadura: 38,1 m
- Altura: 10,03 m
- Superficie alar: 130,06 m²
- Peso vacío: 29937,12 kg
- Peso cargado: 57606,27 kg
- Planta motriz: 2× turbohélice Allison T40-A-2.
  - Potencia: 3877,64 kW (5200 shp) cada uno.
- Diámetro de la hélice: 5,18 m

### Rendimiento
- Velocidad nunca excedida (Vne): 730,64 km/h
- Alcance: 8328,36 km

### Secuencias de designación
- Secuencia Numérica (interna de Boeing): ← 450 - 451 - 464 - 466 - 474 - 479 - 701 →
- Secuencia P_B (Aviones de Patrulla de la Armada estadounidense, 1922-1962 (Boeing, 1923-1962)): XPB - PB - P2B - P3B

### Listas relacionadas
- Anexo:Aeronaves militares de los Estados Unidos (navales)